# Antelientomon guilinicum
Antelientomon guilinicum är en urinsektsart som beskrevs av Zhang och Yin 1981. Antelientomon guilinicum ingår i släktet Antelientomon och familjen Antelientomidae. Inga underarter finns listade i Catalogue of Life.